# I Know Who Killed Me
Pour plus de détails, voir Fiche technique et Distribution.
I Know Who Killed Me (Je sais qui m'a tuée au Québec) est un film d'horreur américain sorti en 2007, réalisé par Chris Sivertson.

## Synopsis
Aubrey Fleming, jeune étudiante issue d'une famille aisée, disparaît un soir sans laisser la moindre trace. Deux semaines plus tard, elle est retrouvée grièvement blessée et inconsciente. À son réveil, elle prétend s’appeler Dakota Moss, qu'elle est stripteaseuse et que sa mère, une toxicomane, vient de mourir d'une overdose. Par la suite, après quelques événements un peu bizarres, elle affirme qu'Aubrey serait sa jumelle et qu'un sadique la retiendrait encore quelque part en captivité. La police et la famille Fleming ne la croyant pas, elle décide de partir à la recherche du tueur et d'Aubrey avant qu'il ne soit trop tard.

## Fiche technique
- Réalisation : Chris Sivertson
- Scénario : Jeff Hammond
- Production : Frank Mancuso Jr.
- Musique originale : Joel McNeely
- Photographie : John R. Leonetti
- Montage : Lawrence Jordan
- Distribution : TriStar
- Photo : John R. Leonetti
- Langue : Anglais

## Distribution
- Lindsay Lohan (VF : Karine Foviau; VQ : Kim Jalabert) : Aubrey Fleming / Dakota Moss
- Julia Ormond : Susan Fleming
- Neal McDonough (VQ : Tristan Harvey) : Daniel Fleming
- Brian Geraghty (VQ : Hugolin Chevrette) : Jerrod Pointer
- Bonnie Aarons (VQ : Élise Bertrand) : Teena
- Michael Adler (VQ : François Godin) : Dr Alex Dupree
- Garcelle Beauvais (VQ : Nathalie Coupal) : agent Julie Bascome
- Spencer Garrett (VF : Franck Daquin ; VQ : Daniel Picard) : agent Phil Lazarus
- Michael Esparza (VQ : Nicolas Charbonneaux-Collombet) : Gilberto
- Gregory Itzin (VQ : Pierre Auger) : Dr Greg Jameson
- Kenya Moore : Jazmin
- Rodney Rowland : Kenny Scaife
- Jessica Rose : Marcia
- Kelsey Arynn : Anya
- Colleen Porch (VQ : Claudia-Laurie Corbeil) : Vicky Redfeather
- Megan Henning (VQ : Mélanie Laberge) : Anya
- Paula Marshall (VQ : Marika Lhoumeau) : Marnie Toland

## Récompenses
I Know Who Killed Me a été nommé neuf fois pour les Razzie Awards 2007 (dont plusieurs fois pour la même catégorie) et en a remporté sept : Pire film de l'année, Pire actrice pour Lindsay Lohan (ex aequo avec elle-même pour son double rôle dans ce film), Pire couple à l'écran (Lindsay Lohan dans le rôle de Dakota et Lindsay Lohan dans le rôle de Aubrey), Pire remake ou plagiat (de Hostel, Saw et The Patty Duke Show), Pire réalisateur, Pire scénario et Pire film d'horreur.
En comptant deux fois le Razzie Award de la Pire actrice, ce film remporte huit Razzie Awards, établissant un nouveau record (qui était détenu par Showgirls et Battlefield Earth - Terre champ de bataille).